# Upton by Chester
Upton by Chester is een civil parish in het bestuurlijke gebied Cheshire West and Chester, in het Engelse graafschap Cheshire met 7956 inwoners.

## Bezienswaardigheden
- Chester Zoo